# Свијет је лопта шарена
Свијет је лопта шарена је седми студијски албум групе Црвена јабука. Албум је одлично прихваћен код публике, а као велики хитови су се издвојиле песме „Вјетар”, „Стижу ме сјећања” и „Да ми је до ње”, а снажан утисак оставља и балада „Теби је до мене стало”. 

## О албуму
Сниман је од септембра до новембра 1997. године у Макарској и Загребу. Након објављивања албума, гитариста Саша Залепугин прелази у групу Плави оркестар, а на његово место долази Златко Бебек.
Песма коју је компоновао Саша Лошић „Заувијек” је снимљена и на албуму Плавог оркестра „Бесконачно” 1999. године.
Праћен је спотовима за насловну нумеру, „Стижу ме сјећања” и „Вјетар” .

## Постава
- Дражен Жерић — вокал
- Дарко Јелчић — бубњеви
- Крешимир Каштелан — бас
- Данијел Ластрић — клавијатуре
- Саша Залепугин — гитаре

## Списак песама
1. Спот за насловну нумеру је снимљен у Трсту.Свијет је лопта шарена (З. Фазлић)
2. Вјетар (З. Фазлић)
3. Моцарт (З. Фазлић)
4. На мом лицу топле руке (З. Фазлић)
5. Сестро срца мог (Ј. Станић)
6. (З. Фазлић)
7. Заувијек (С. Лошић)
8. Стижу ме сјећања (М. Д. Рус)
9. Имаш ме у шаци (З. Фазлић)
10. Да ми је до ње (К. Барбарић)
11. Уморан (З. Фазлић)
12. Реци ми (М. Д. Рус)
13. Теби је до мене стало (К. Барбарић)